# David Ier d'Aramonk
 David Ier d’Aramonk ou d’Aramouniq, ou Dawit‘ Ier Aramonec‘i (en arménien Դավիթ Ա Արամոնեցի) est catholicos de l’Église apostolique arménienne de 728 à 741.

## Biographie
David est originaire d’Aramonk / Aramouniq dans le Kotayk. Il occupe le siège de catholicos pendant treize ans. Lassé des exactions des musulmans, maîtres de la ville de Dvin depuis 705, il abandonne le siège du catholicossat pour sa ville natale où il bâtit une église et une résidence patriarcale, ce qui entraîne le déclin de la vieille capitale religieuse de l’Arménie. À sa mort, David Ier est d’ailleurs inhumé à Aramouniq.
Le catholicos David Ier est le contemporain de Stépanos Siounetsi (mort en 735) qui, après avoir passé des années à étudier à Constantinople sous le patriarche Germanos, traduit en arménien des œuvres de Pères de l'Église comme Denis l’Aréopagite et Grégoire de Nysse. De retour dans son pays, il est élevé à l’évêché de Siounie par le catholicos à la demande du prince Babgen III (729-741).